# Дуки
Дуки (грец. Δούκαι) — візантійський аристократичний рід та імператорська династія вірменського походження.
Перші Дуки, ймовірно, походили з Малої Азії (Пафлагонії або Каппадокії). Ймовірно мали вірменське походження, носили посаду спарапету, отримавши грецький аналог дук. Звідси походить прізвище.
Дуки відомі з середини IX ст. перший з них, Андронік, який близько 855 року воював з павлікіанами і силою навертав їх до православ'я. У X столітті Дуки, нащадки Андроніка, прославилися як великі воєначальники: патрикій Андронік успішно керував військовими діями проти арабів, в 906 році підняв заколот проти Льва VI, зазнав поразки, втік і помер в арабському полоні. Його син Костянтин, стратиг феми Харсіан, а пізніше доместик схол, в 913 році був оголошений на константинопольському іподромі візантійським імператором, але був убитий в сутичці біля воріт Великого палацу.
У IX—X століттях рід Дуки належав до типових представників військової провінційної знаті. У візантійському епосі «Дигенис Акрит» родове ім'я Дуки стає загальним — його носять двоє зі згаданих в епосі візантійських стратигів. Спорідненість «старших» Дук IX—X століть з «молодшими» XI століття неможливо довести, хоча Михайло Пселл і Микола Каллікл підтверджували його.
У XI ст., за царювання Ісаака Комніна рід знову відновив потугу. Його представник згодом став візантійським імператором під ім'ям Костянтин Х (1059—1067); його дружиною була відома письменниця Євдокія Макремболітісса.
У 1081 році Дуки підтримали переворот Олексія I Комніна. Костянтин, син Михайла VII, був в 1081—1094 роках співправителем Олексія I і був заручений з Анною Комніною. Його кузина Ірина Дукена, внучата небога Костянтина X, була дружиною Олексія I Комніна. Старший брат Ірини протостратор Михайло був військовиків і одним з найближчих радників Олексія I; її середній брат Іоанн носив титул великого дуки і уславився гучними перемогами.
Більшість Дуки належали до військової знаті, хоча в різний час серед них зустрічаються цивільні чиновники (логофети, етеріархи, вестіаріти). Представники роду Дуки володіли значними земельними багатствами. Після XII століття прямі нащадки «молодших» Дук по чоловічій лінії в джерелах вже не зустрічаються.
Зять нікейського імператора Феодора I Ласкаріса, Іоанн Дука Ватаца, зайняв престол після смерті Ласкаріса (1221) під ім'ям Іоанна III. Намагався відновити Візантійську імперію. У 1246 р. йому вдалося з'єднати володіння солунян Ангелів з Нікеєю. Його другою дружиною була Констанція, дочка імператора Фрідріха II.
Помер у 1255 році. Після нього царювали його син Феодор II (до 1259), і внук Іоанн IV (до 1260 р.)